# Verbandsgemeinde Deidesheim
La comunità amministrativa di Deidesheim (Verbandsgemeinde Deidesheim) si trova nel circondario di Bad Dürkheim nella Renania-Palatinato, in Germania.

## Comuni
Fanno parte della comunità amministrativa i seguenti comuni:
| Comune, città                | Sup. (km²) | Abitanti |
| ---------------------------- | ---------- | -------- |
| Deidesheim, città            | 26,53      | 3 724    |
| Forst an der Weinstraße      | 3,59       | 792      |
| Meckenheim                   | 15,06      | 3 411    |
| Niederkirchen bei Deidesheim | 3,78       | 2 340    |
| Ruppertsberg                 | 8,07       | 1 440    |
| Verbandsgemeinde Deidesheim  | 57,03      | 11 707   |

(Abitanti al 31 dicembre 2021)